# Комбат 56
Комбат 56 је борилачка вештина пореклом из Пољске, покренута почетком 1990. од мајора Аркадиуса Купса, бившег команданта шчећинске елитне јединице. Систем је настао у елитној јединици 56. компанија, одатле и назив комбат 56 (борба 56). 
Да би се ефективно агирало и имало што боље сигурности у борби човека против човека, Купс је сматрао да су борилачке вештине као нпр. џудо недовољне, пошто не користе ударачке технике. Даљи проблем били су страни називи за разне технике и филозофска позадина посебно далекоисточних борилачких вештина, при чему су се традиционалне борилачке вештине, по Купсу, показале за војску не оптималним. 
Мајор Купс је био аутор идеје да се разне практичне технике споје у један борбени систем. Идеја је била да се створи систем који би се лако и брзо научио. Основа система су напади на меке и повредљиве тачке људског тела и природни импусли у одбрани против напада (стратегија напада и одбране).